# When It's Dark Out
Albums de G-Eazy
These Things Happen
(2014)
Singles
1. You Got Me
Sortie : 6 octobre 2015
2. Me, Myself & I
Sortie : 14 octobre 2015
3. Random
Sortie : 29 octobre 2015
4. Order More
Sortie : 13 novembre 2015
5. Drifting
Sortie : 20 novembre 2015
6. Sad Boy
Sortie : 26 novembre 2015

When It's Dark Out est le second album studio du rappeur américain G-Eazy, sorti le 4 décembre 2015.
L'album s'est classé 5e au Billboard 200 et 1er du Top R&B/Hip-Hop Albums et du Top Rap Albums.
L'album est certifié disque d'or deux mois après sa sortie.

## Liste des titres
| 1.    | Intro                                          |                                                                                           |                               | 1:11 |
| 2.    | Random                                         | G. Gillum, B. Kaempfert, C. Sigman, H. Rehbein, O. Yildirim                               | OZ                            | 3:03 |
| 3.    | Me, Myself & I (featuring Bebe Rexha)          | G. Gillum, B. Rexha, L. Christy, T. Barnes, P. Kelleher, B. Kohn, M. Keenan, C. Andersson | TMS, Michael Keenan           | 4:12 |
| 4.    | One of Them (featuring Big Sean)               | S. Anderson, C. Andersson                                                                 | ZepFire                       | 3:19 |
| 5.    | Drifting (featuring Chris Brown et Tory Lanez) | G. Gillum, C. Brown, D. Peterson, M. Høiberg                                              | Cashmere Cat, Mssingno        | 4:33 |
| 6.    | Of All Things (featuring Too $hort)            | G. Gillum, T. Shaw, M. Samuels, J. O'Brien, C. Andersson                                  | Boi-1da                       | 3:33 |
| 7.    | Order More (featuring Starrah)                 | G. Gillum, B. Hazzard, G. Hill, J. Lullen, C. Andersson                                   | DJ Spinz, Southside           | 3:28 |
| 8.    | Calm Down                                      | G. Gillum, K. McKenzie, J. Mills, C. Andersson                                            | The Arcade                    | 2:07 |
| 9.    | Don't Let Me Go (featuring Grace)              | G. Gillum, G. Sewell, J. Rosser, B. Rackley, D. Weir II, C. Andersson                     | Nard & B, Key Wane            | 3:11 |
| 10.   | You Got Me                                     | G. Gillum, J. Luellen, C. Andersson                                                       | Southside                     | 3:27 |
| 11.   | What If (featuring Gizzle)                     | G. Gillum, S. Combs, J. Luellen, C. Andersson                                             | Southside                     | 4:12 |
| 12.   | Sad Boy                                        | G. Gillum, C. Andersson                                                                   | Andersson, G-Eazy             | 3:22 |
| 13.   | Some Kind of Drug (featuring Marc E. Bassy)    | G. Gillum, C. Andersson                                                                   |                               | 3:42 |
| 14.   | Think About You (featuring Quiñ)               | G. Gillum, C. Andersson                                                                   | Andersson, G-Eazy             | 2:59 |
| 15.   | Everything Will Be OK (featuring Kehlani)      | G. Gillum, K. Parrish, D. Natche, C. Andersson                                            | DJ Dahi                       | 5:11 |
| 16.   | For This (featuring IAMNOBODI)                 | G. Gillum                                                                                 | IAMNOBODI                     | 4:10 |
| 17.   | Nothing to Me (featuring E-40 et Keyshia Cole) | G. Gillum, E. Stevens, K. Cole, D. Johnson, C. Andersson                                  | Kane Beatz, Andersson, G-Eazy | 5:29 |
| 61:05 |                                                |                                                                                           |                               |      |

## Classement hebdomadaire
| Classement (2015)                  | Meilleure position |
| ---------------------------------- | ------------------ |
| Australie (ARIA)                   | 36                 |
| Danemark (Tracklisten)             | 12                 |
| Belgique (Flandre Ultratop)        | 140                |
| Belgique (Wallonie Ultratop)       | 183                |
| Finlande (Suomen virallinen lista) | 38                 |
| Norvège (VG-lista)                 | 87                 |
| Nouvelle-Zélande (RIANZ)           | 34                 |
| Pays-Bas (Mega Album Top 100)      | 87                 |
| Suède (Sverigetopplistan)          | 27                 |
| Suisse (Schweizer Hitparade)       | 32                 |